# Terrordrome
Terrordrome est une série de compilations musicales, regroupant des œuvres de musiques électroniques, principalement orientées hardcore et gabber, initialement commercialisée aux Pays-Bas. La série comporte dix volumes ; la première compilation est commercialisée en 1994 chez le label discographique Mokum Records, les derniers volumes sont sortis chez Control.

## Compilations
La commercialisation des compilations a été faite initialement par Mokum Records. À partir du cinquième volume, elle a été réalisée par Control, sous-label de l'allemand Edel Music. Une commercialisation sous format cassette a été faite en Pologne par Metal Mind Records. Les quatre premiers opus sont orientés hardcore et gabber. Les six derniers donnent quant à eux une part importante à un hardcore très dur, voire au speedcore.
Sur ces compilations apparaissent principalement des artistes faisant partie de Mokum Records ou proches de ce label. Notamment, on y trouve des titres de Chosen Few, DJ Dano, Michel Klaassen (Tellurian), Buzz Fuzz, Lenny Dee, Dov Elkabas (The Prophet), Stephan Scheltema (Cyanide), Martin Damm (The Speed Freak), Robert Gillmore (Rob Gee), Liza 'N' Eliaz.

### Liste des compilations
- 1994 : Terrordrome I - The Hardcore Nightmare
- 1994 : Terrordrome II - The Hardcore Cyberpunk
- 1994 : Terrordrome III - The Party Animal Edition
- 1995 : Terrordrome IV - Supersonic Guerilla
- 1995 : Terrordrome V - Darkside from Hell
- 1995 : Terrordrome VI - Welcome to Planet Hardcore
- 1996 : Terrordrome VII - Badcore Massacre
- 1996 : Terrordrome VIII - Hardcore City Downtown
- 1997 : Terrordrome IX - Return to Planet Hardcore
- 1997 : Terrordrome X - The Terrormaster Is Back

## Accueil
| Opus           | Classement                           | Meilleure position | Semaines passées dans le classement | Date d'entrée | Date de sortie |
| -------------- | ------------------------------------ | ------------------ | ----------------------------------- | ------------- | -------------- |
| Terrordrome I  | Pays-Bas (Mega Verzamelalbum Top 30) | 22                 | 5                                   | 5 mars 1994   | 9 avril 1994   |
| Terrordrome IV | Pays-Bas (Mega Verzamelalbum Top 30) | 27                 | 4                                   | 25 mars 1995  | 22 avril 1995  |

La série a été accueillie d'une manière mitigée. Seuls deux opus sont entrés dans les classements néerlandais, le premier et le quatrième, sans faire mieux que la vingt-deuxième place,.